# Kochi Pampa
Kochi Pampa (auch Cochipampa oder Bombeo) ist eine Ortschaft im Departamento Cochabamba im Hochland des südamerikanischen Andenstaates Bolivien.

## Lage im Nahraum
Kochi Pampa ist eine Ortschaft des Kanton Ramadas im Municipio Tapacarí in der Provinz Tapacarí. Die Ortschaft liegt auf einer Höhe von 3821 m im Quellbereich des Río Hirquini, der flussabwärts weiter nordöstlich bei Parotani in den Río Tapacarí mündet.

## Geographie
Kochi Pampa liegt östlich des bolivianischen Altiplano in den östlichen Ausläufern der Serranía de Sicasica. Das Klima ist ein typisches Tageszeitenklima, bei dem die mittleren täglichen Temperaturschwankungen höher ausfallen als die jahreszeitlichen Schwankungen.
Die Jahresdurchschnittstemperatur der Region liegt bei etwa 6 °C (siehe Klimadiagramm Challa Grande) und schwankt nur unwesentlich zwischen 2 °C im Juni und Juli und gut 8 °C im November und Dezember. Der Jahresniederschlag beträgt etwa 650 mm, bei einer ausgeprägten Trockenzeit von Mai bis August mit Monatsniederschlägen unter 10 mm, und einer Feuchtezeit von Dezember bis Februar mit bis zu 155 mm Monatsniederschlag.

## Verkehrsnetz
Kochi Pampa liegt in einer Entfernung von 72 Straßenkilometern südwestlich von Cochabamba, der Hauptstadt des Departamentos.
Von Cochabamba aus führt in westlicher Richtung die asphaltierte Nationalstraße Ruta 4 über die Städte Quillacollo und Parotani nach Kochi Pampa im kargen Bergland der Serranía de Sicasica. Westlich der Ortschaft verläuft die Straße weiter über Challa Grande nach Lequepalca und Caracollo, wo sie auf die Ruta 1 stößt, die den Altiplano von Norden nach Süden durchquert und Verbindungen nach La Paz, Oruro und Potosí herstellt.

## Bevölkerung
Die Einwohnerzahl der Ortschaft ist im vergangenen Jahrzehnt deutlich zurückgegangen:
| Jahr | Einwohner         | Quelle       |
| ---- | ----------------- | ------------ |
| 1992 | keine Detaildaten | Volkszählung |
| 2001 | 135               | Volkszählung |
| 2012 | 48                | Volkszählung |
| 2024 |                   | Volkszählung |

Die Region weist einen hohen Anteil an Quechua-Bevölkerung auf, im Municipio Tapacarí sprechen 75,5 Prozent der Bevölkerung die Quechua-Sprache.